# Kość kulszowa

Miednica człowieka. Kość kulszowa zaznaczona kolorem czerwonym.

Kość kulszowa (łac. os ischii) – parzysta kość należąca do obręczy kończyny tylnej (pasa miednicowego) kręgowców czworonożnych, u większości z nich w rozwoju osobniczym zrastająca się z pozostałymi częściami kości miednicznej (kością biodrową i kością łonową).
Kość kulszowa człowieka do okresu pokwitania stanowi oddzielną kość, z kością biodrową i kością łonową połączoną chrząstką. U dorosłego człowieka stanowi już z nimi jedną całość – kość miedniczną, będąc jej dolno-tylną częścią. Składa się z trzonu i gałęzi.